# Павлівка (Вигоницький район)
Павлівка (рос. Павловка) — присілок в Вигоницькому районі Брянської області Російської Федерації.
Населення становить 17 осіб. Входить до складу муніципального утворення Утинське сільське поселення.

## Історія
Від 2005 року входить до складу муніципального утворення Утинське сільське поселення.

## Населення
| 2010 | 2013 |
| ---- | ---- |
| 18   | ↘17  |